# Fonos
Fonos (gr. Φονος, łac. Phonus), Fonoi (gr. Φονοι, łac. Phoni) – w mitologii greckiej duchy (demony) morderstwa, zabijania i uboju. Byli dziećmi bogini niezgody, Eris. Ich siostry, Androktasiai odpowiadały za śmierć w bitwie, Fonos byli duchami zadawania śmierci poza walką. Niektórzy starożytni pisarze (tj. Quintus Smyrnaeus) nie dostrzegali tej różnicy.